# Lorenzo Cecconi
Pour les articles homonymes, voir Cecconi.
Lorenzo Cecconi, né le 13 août 1863 à Rome et mort en avril 1947 dans la même ville, est un peintre, restaurateur et conservateur italien.

## Biographie
Né à Rome, Lorenzo Cecconi est le fils d'un restaurateur de tableaux. Il étudie à Rome à l'Accademia di San Luca, sous la direction d'Aurelio Tiratelli. Il peint, à l'huile et à l' aquarelle, en se concentrant sur des paysages et des personnages ruraux, comme la Lavandaie di Ceccano, un tableau exposé à la Société Amatori e Cultori de Rome en 1886. Il  préfère la gamme tonale des verts et des gris, pour représenter l'effet lumineux, un peu mélancolique, de la pluie et du ciel couvert. Parmi ses œuvres figurent : Pineta di Ostia et Ramassage des roseaux.